# Capela (Alagoas)

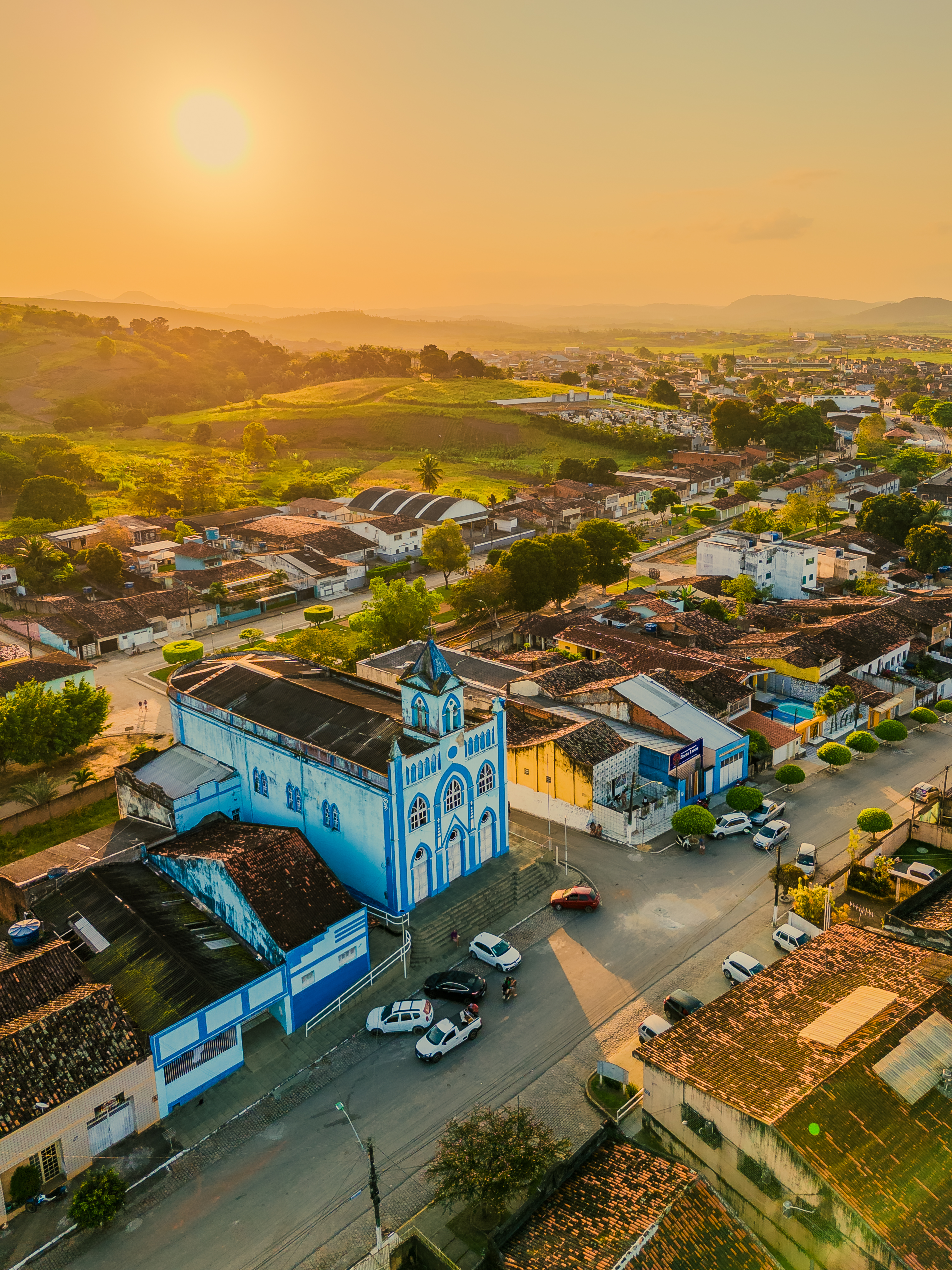
Igreja Matriz de Nossa Senhora da Conceição

Capela é um município brasileiro do estado de Alagoas. Localiza-se a uma latitude 09º24'27" sul e a uma longitude 36º04'25" oeste, estando a uma altitude de 84 metros. Sua população estimada em 2004 era de 18 650 habitantes.

## História

### Evolução histórica de Capela
As notícias sobre a primeira penetração no território do atual município de Capela são ainda muito obscuras. Sabe-se que primitivamente, com o nome de Capela e, depois, Paraíba, a povoação pertenceu ao município de Atalaia, ao qual esteve ligada administrativamente até 1890. Presume-se que suas raízes estejam ligadas à construção de uma capela dedicada a Nossa Senhora da Conceição, levantada próxima ao local onde hoje se encontra a atual matriz, cujo fundador foi Manoel Ferreira Dessa. E a respeito da data da construção da capela, escreveu o historiador Wenceslau de Almeida: "A absoluta falta de documento impede-nos a precisão do ano em que se iniciou a construção do pequeno templo, presumindo-se, entretanto, que o fora na primeira metade do século XVIII, proximidade de 1750".
Alguns autores, no entanto, acham que antes mesmo da edificação da pequena igreja já existia ali um arraial habitado por cerca de 50 pessoas.
Não obstante a escassez de documentos, pode-se afirmar que a presença de Ferreira Dessa e a edificação do pequeno templo muito influíram nos primórdios da vida social do povoado. Natural de Bom Conselho (Pernambuco), conta-se que este cidadão era ainda muito moço quando ali foi residir, pois talvez não contasse mais de 35 anos. Pela sua vida exemplar e por suas virtudes, conseguiu, em pouco tempo, exercer influência e implantar no espírito dos habitantes do arraial os preceitos da doutrina cristã.
Manoel Ferreira Dessa já em 1830 era morador desta localidade e construíra um engenho de rapadura, onde hoje é a Rua do Engenho Velho. Foi de sua ação o crescimento de Capela que procurava se tornar independente de Atalaia.
De 1850 a 1890, a população muito lutou através de abaixo-assinados para a criação do município junto ao Governo da Província. Finalmente em 16 de outubro de 1890 o então Governador Pedro Paulino criou o município desmembrando de Atalaia, elevando-o à categoria de Vila. O município tomou o nome de Paraíba, mas a 10 de junho de 1904, a sede do município foi instalada em Cajueiro com o nome de "Euclides Malta".
A 30 de julho de 1912 a sede do município voltou a Capela, restaurando-se a denominação de Paraíba. Em 1920 foi elevada à Comarca. A criação da Paróquia se deu em 12 de fevereiro de 1912, sob o orago de Nossa Senhora da Conceição.
O primeiro grupo escolar do Estado, denominado "Torquato Cabral", erguido em Capela foi inaugurado em maio de 1924. Surgiram no correr do tempo os grupos "Edite Machado" e "Cícero Cabral Toledo". Em setembro de 1949 passou-se a chamar definitivamente de Capela.
Em 1929 o Coronel José Otávio Moreira inaugurou a Usina João de Deus. A atual Matriz teve o início de sua construção em 1919, pelo Pe. Marcelino Bancarel e foi concluída pelo Pe. José Monteiro em 7 de dezembro de 1941.
Nos idos de 1968 a 1970 deu-se a instalação do Hospital Regional de Capela, o serviço de água da Casal e o sistema de telefonia.
A CEAL, empresa responsável pelo fornecimento de energia elétrica, já existia desde 1960.
O Ginásio "Maria Imaculada", fundado em 15 de março de 1953, funcionou durante muito tempo no Grupo Escolar "Torquato Cabral", onde funcionou por muito tempo em prédio próprio, passando a se chamar Escola Cenecista "Maria Imaculada Conceição" obra do Pe. Luís Marques Barbosa.

### Formação administrativa
Elevado à categoria de vila com denominação de Capela, pelo decreto estadual nº 52, de 16 de outubro de 1890, desmembrado de Atalaia. Sede na povoação de Capela ou Paraíba. Instalado em 30 de novembro de 1890.
Pela lei estadual nº 427, de 10 de junho de 1904, transfere a sede da povoação de Capela para de Cajueiro com a denominação de Euclides Malta.
Pela lei provincial nº 499, de 26 de novembro de 1868, é criado o distrito de Arrasto e anexado ao município de Euclides da Malta.
Em divisão administrativa referente ao ano de 1911, a vila de Euclides da Malta ex-Capela é constituída de 3 distritos: Euclides da Malta, Paraíba e Arrasto.
Pelo decreto estadual nº 571, de 30 de julho de 1912, foram restabelecidos a sede de Capela com a denominação de Paraíba.
Elevado à condição de cidade com a denominação de Paraíba, pela lei estadual nº 805, de 2 de junho de 1919.
Nos quadros de apuração do Recenseamento Geral de 1-IX-1920, o município de Paraíba aparece constituído de 3 distritos: Paraíba, Cajueiro e Capela.
Em divisão administrativa referente ao ano de 1933, o município já denominado Capela é constituído de 2 distritos: Capela e Cajueiro.
Em divisões territoriais datadas de 31-XII-1936 e 31-XII-1937, o município aparece constituído de 3 distritos: Capela, Cajueiro e Santa Efigênia.
Pelo decreto-lei estadual nº 2909, de 30 de dezembro de 1943, o município de Capela passou a denominar-se Conceição da Paraíba.
No quadro fixado para vigorar no período de 1944-1948, o município é constituído de 3 distritos: Conceição da Paraíba ex-Capela, Cajueiro e Santa Efigênia.
Pela lei estadual nº 1473, de 17 de setembro de 1949, o município de Conceição da Paraíba volta a denominar-se Capela.

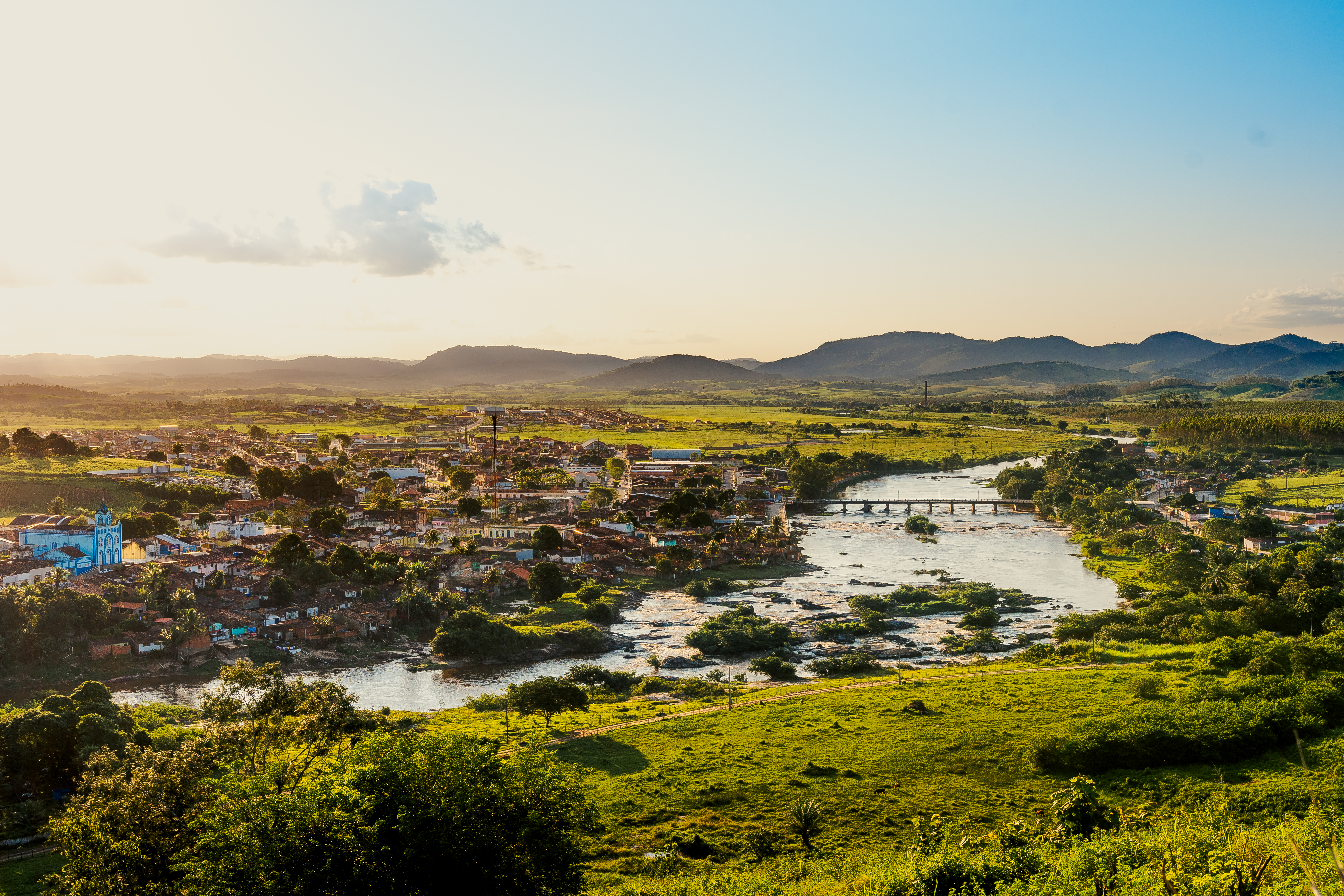
Vista do Morro de Santo Amaro

Em divisão territorial datada de 1-VII-1950, o município é constituído de 3 distritos: Capela ex-Conceição da Paraíba, Cajueiro e Santa Efigênia. Assim permanecendo em divisão territorial datada de 1-VII-1955.
Pela lei estadual nº 2096, de 22 de maio de 1958, desmembra do município de Capela o distrito de Cajueiro. Elevado à categoria de município.
Em divisão territorial datada de 1-VII-1960, o município é constituído de 2 distritos: Capela e Santa Efigênia.
Assim permanecendo em divisão territorial datada de 2007.

### Alterações toponímicas municipais
Capela para Euclides Malta alterado, pela lei estadual nº 427, de 10 de junho de 1904.
Euclides Malta para Paraíba alterado, pela lei estadual nº 805, de 2 de junho de 1919.
Paraíba para Capela alterado, pela lei estadual nº 1144, de 25 de maio de 1929.
Capela para Conceição da Paraíba alterado, pelo decreto-lei estadual nº 2409, de 30 de dezembro de 1943.
Conceição da Paraíba para Capela alterado, pela lei estadual nº 1473, de 17 de setembro de 1949.

## Política

### Prefeitos
- Joaquim Moreira Filho (1925-1927)
- Joaquim de Lemos Vasconcelos (1927-1928)
- José Otávio Moreira (1928-1931)
- Eustáquio Gomes de Melo (1931-1933)
- Francelino Calheiros Casado (1933-1936)
- Eustáquio Gomes de Melo (1936-1939)
- José de Almeida (1939-1942)
- Eustáquio Gomes de Melo (1942-1945)
- João da Rocha Acioly (1945-1948)
- Antônio Gomes de Melo (1948-1951)
- Antônio Gomes de Melo (1951-1956)
- José Lopes Pontes (1956-1961)
- Benedito Correia de Melo (1961-1966)
- Geraldo Medeiros de Melo (1967-1970)
- João Cabral Toledo (1970-1973)
- Antônio Moreira (1973-1977)
- Eustáquio de Albuquerque Moreira (1977-1980)
- José de Melo Bastos (1980-1981)
- José Maria Bastos Moreira (1981-1983)
- João de Paula Gomes Neto (1983-1988)
- José Vânio de Barros Morais (1989-1992)
- Adelmo de Novais Calheiros (1993-1996)
- José Valderez de Barros Morais (1997-2000)
- Antônio Gomes de Melo Neto (2001-2004)
- João de Paula Gomes Neto (2005-2008)
- João de Paula Gomes Neto (2009-2011)
- Adelmo Moreira Calheiros  (2011-2012)
- Luiz Eustáquio Silveira Moreira Filho (2013 até 2016)
- Adelmo Moreira Calheiros (2017-2020)